# Michigan Avenue Bridge
Michigan Avenue Bridge (officieel: DuSable Bridge) is een basculebrug over de Chicago River in de Amerikaanse stad Chicago. De bouw van de brug begon in 1918 en zij is opengesteld voor het verkeer in 1920. De decoraties werden voltooid in 1928. De brug maakt deel uit van Michigan Avenue en biedt doorgang voor voertuigen en voetgangers op twee niveaus. De brug is opgenomen in de Michigan-Wacker Historic District en is aangewezen als een Chicago Landmark.

## Naam
De historische betekenis van de locatie van de brug is meermalen gebruikt als basis voor een aantal voorstellen om de naam van de brug te veranderen. In 1921 suggereerde de Chicago Historical Society dat de brug Marquette-Joliet Bridge moest gaan heten. In 1939 werd voorgesteld om de brug te hernoemen naar Fort Dearborn Bridge. Deze voorstellen zijn echter niet aangenomen.
In oktober 2010 werd de brug hernoemd naar DuSable Bridge ter ere van de eerste permanente bewoner van Chicago: Jean Baptiste Pointe du Sable. Hij was een bonthandelaar en trouwde met iemand uit de Potawatomi-indianenstam. In de jaren 1780 opende hij een handelspost in de buurt van de monding van de Chicago River.

## Geschiedenis
Al in 1891 deed men voorstellen voor een boulevard die de parken in het noorden van de stad met die aan de zuidzijde zou verbinden. De bestaande Michigan Avenue zou moeten worden uitgebreid ten noorden van de Chicago River. Er ontstonden plannen voor een tunnel die Michigan Avenue met Pine Street (tegenwoordig Michigan Avenue ten noorden van de rivier) zou verbinden. Een redactioneel artikel van de Chicago Tribune stelde een basculebrug voor. Anderen opperden dat de nieuwe brug een kopie zou moeten zijn van de Pont Alexandre-III over de Seine in Parijs, of dat, in plaats van de bouw van een geheel nieuwe brug, de bestaande Rush Street Bridge een extra niveau zou krijgen.
Plannen voor de boulevard en de bouw van een Michigan Avenue Bridge werden verder uitgewerkt in Daniel Burnhams plan voor de vernieuwing van Chicago uit 1909. In 1911 werd een plan gekozen dat onder meer de verbreding van Michigan Avenue en de bouw van een nieuwe brug aan de Michigan Avenue inhield. Een ordonnantie voor de financiering van de bouw werd in 1913 aangenomen, maar werd nietig verklaard door het Hooggerechtshof van Illinois. Een tweede ordonnantie werd aangenomen in 1914, maar juridische gevechten bleven de bouw uitstellen tot het einde van 1916. De bouw ging uiteindelijk van start op 15 april 1918, en de brug werd officieel geopend tijdens een ceremonie op 14 mei 1920.

## Architectuur en werking

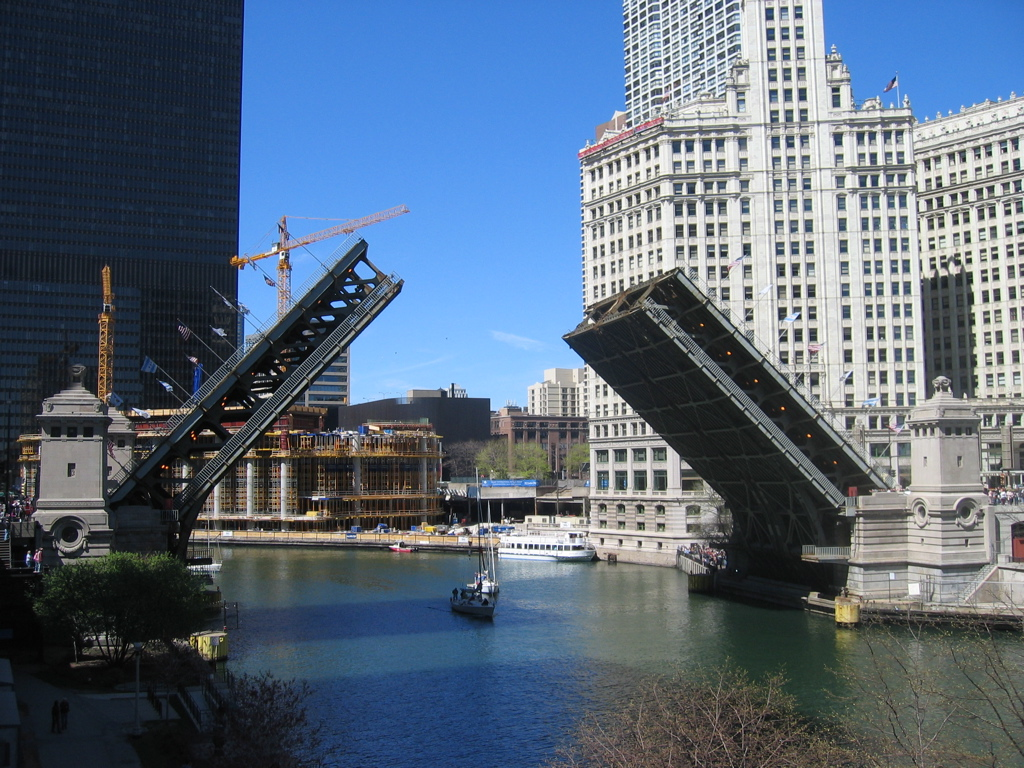
De geopende Michigan Avenue Bridge met daarachter het Wrigley Building

Michigan Avenue Bridge is een dubbeldekse basculebrug. Ze is ontworpen door het Chicago Departement van Openbare Werken en het Bureau van de faculteit Ingenieurswetenschappen. Edward H. Bennett was de architect en William A. Mulcahy de hoofdingenieur van de brug. Op het moment van de bouw was ze vermoedelijk de eerste dubbeldeks brug. Het snellere niet-commerciële verkeer steekt de Chicago River over via het bovendek en het langzamere commerciële verkeer via het benedendek.
De brug en de kades van de brug zijn gemaakt van Bedfordsteen. Op de oever staan vier grote, monumentale brughuizen. Het noordwestelijke en het zuidoostelijke brughuis wordt gebruikt voor het bedienen van de brug, en het noordwestelijke en zuidwestelijke brughuis hebben louter een decoratieve functie. Twee 108 pk (81 kW) motoren openen en sluiten elk van de 3.400 ton zware brughelften. Oorspronkelijk was de brug 24 uur per dag bemand, en werd tot 3000 keer per jaar geopend, maar sinds de jaren 1970 wordt de brug alleen in het voorjaar en najaar tweemaal per week geopend, voor de verbinding tussen het Michiganmeer en de binnenvaart.

## Decoratie
De naar buiten gerichte wanden van de vier brughuizen zijn elk versierd met heroïsche reliëfs. De reliëfs beelden scènes uit van de geschiedenis van Chicago. Ze waren voltooid in 1928. De beelden op de noordelijke brughuizen werden in opdracht van William Wrigley Jr geplaatst en gemaakt door James Earle Fraser. The Discoverers (De Ontdekkers) toont Louis Jolliet, Jacques Marquette, René Robert Cavelier de La Salle en Henri de Tonti; The Pioneers (De Pioniers) beeldt John Kinzie uit die een groep leidt door de woestijn. De beelden op de zuidelijke brughuizen werden in opdracht van de BF Ferguson Monument Fund geplaatst en werden door Henry Hering gemaakt. Defense (Verdediging) toont een scène uit de Slag bij Fort Dearborn in 1812; Regeneration (Wedergeboorte) beeldt arbeiders uit tijdens de wederopbouw van Chicago na de grote brand van Chicago.
De brug is ook versierd met 28 vlaggenmasten, waaraan meestal de vlag van de Verenigde Staten, de vlag van Illinois en die van Chicago hangen. Bij speciale gelegenheden wapperen er ook andere vlaggen.

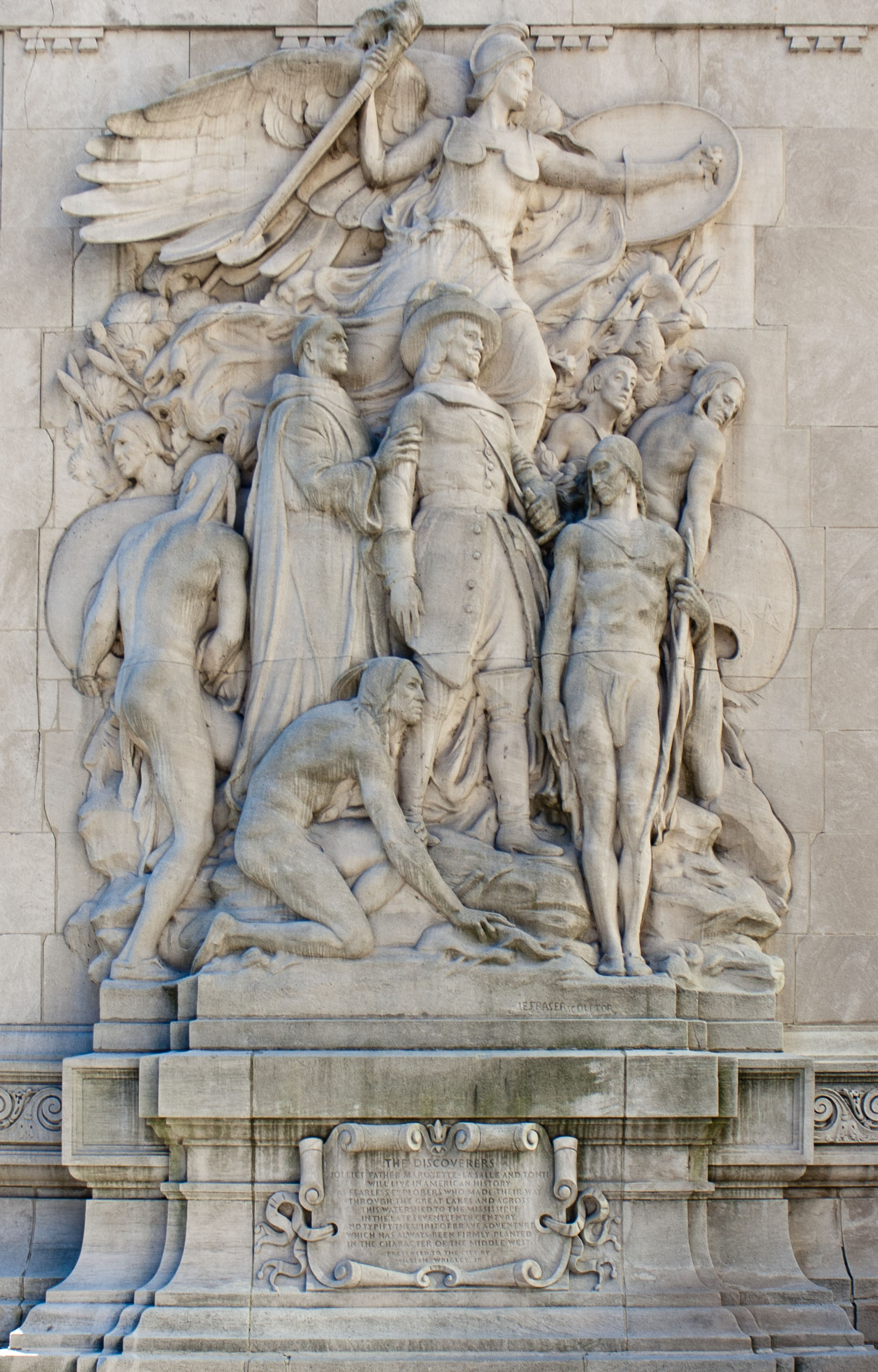
De Ontdekkers
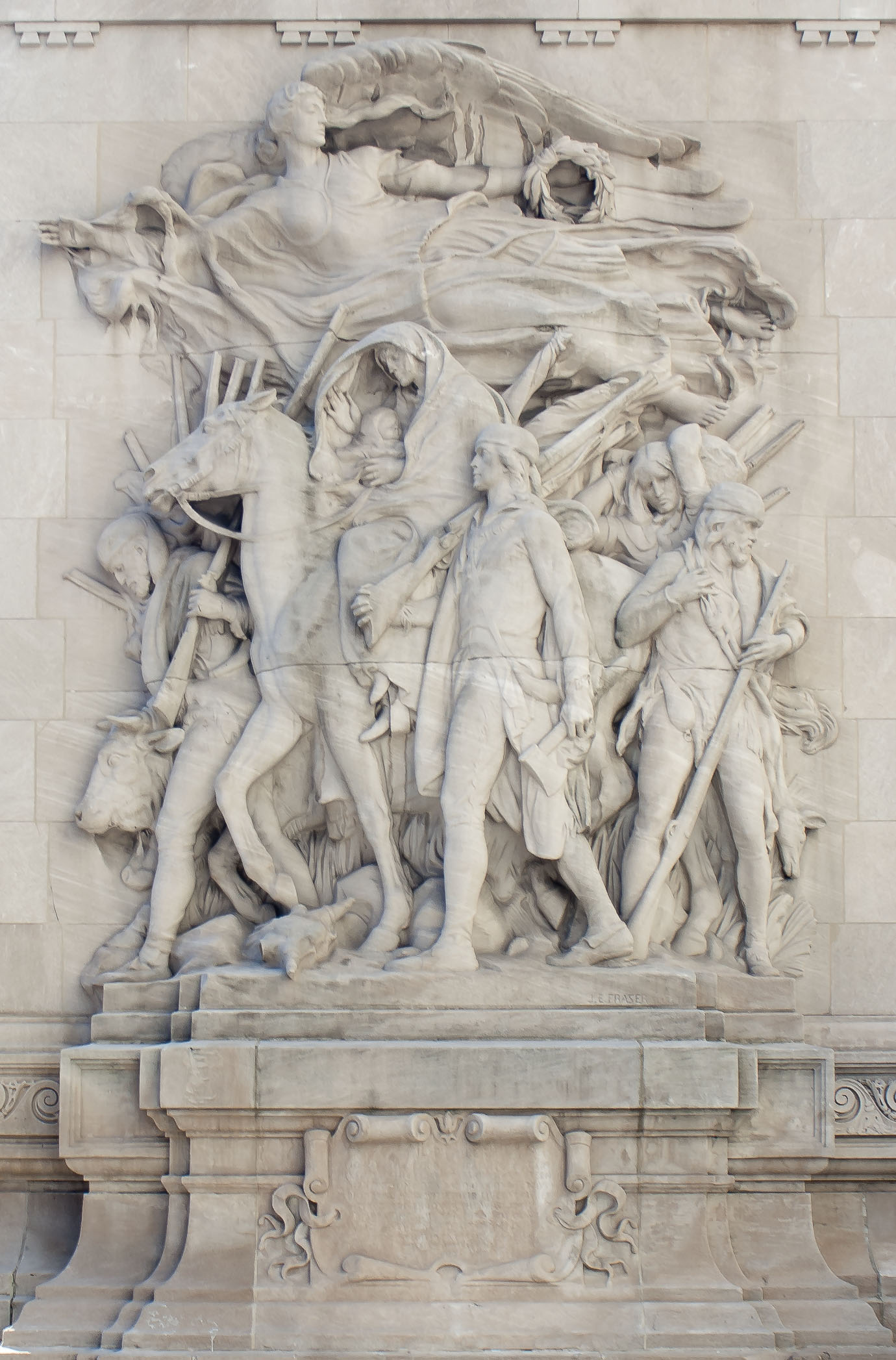
De Pioniers
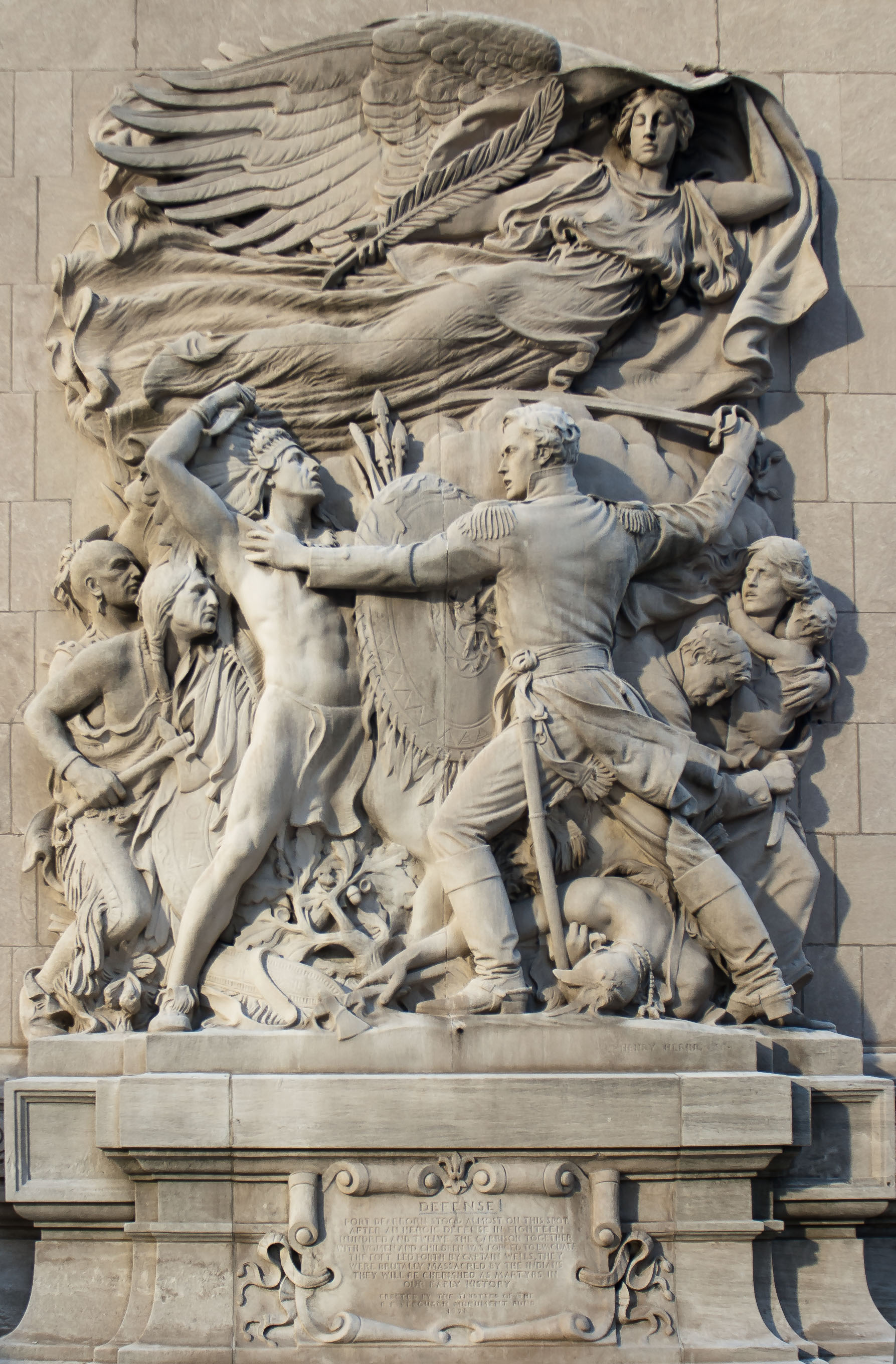
Verdediging
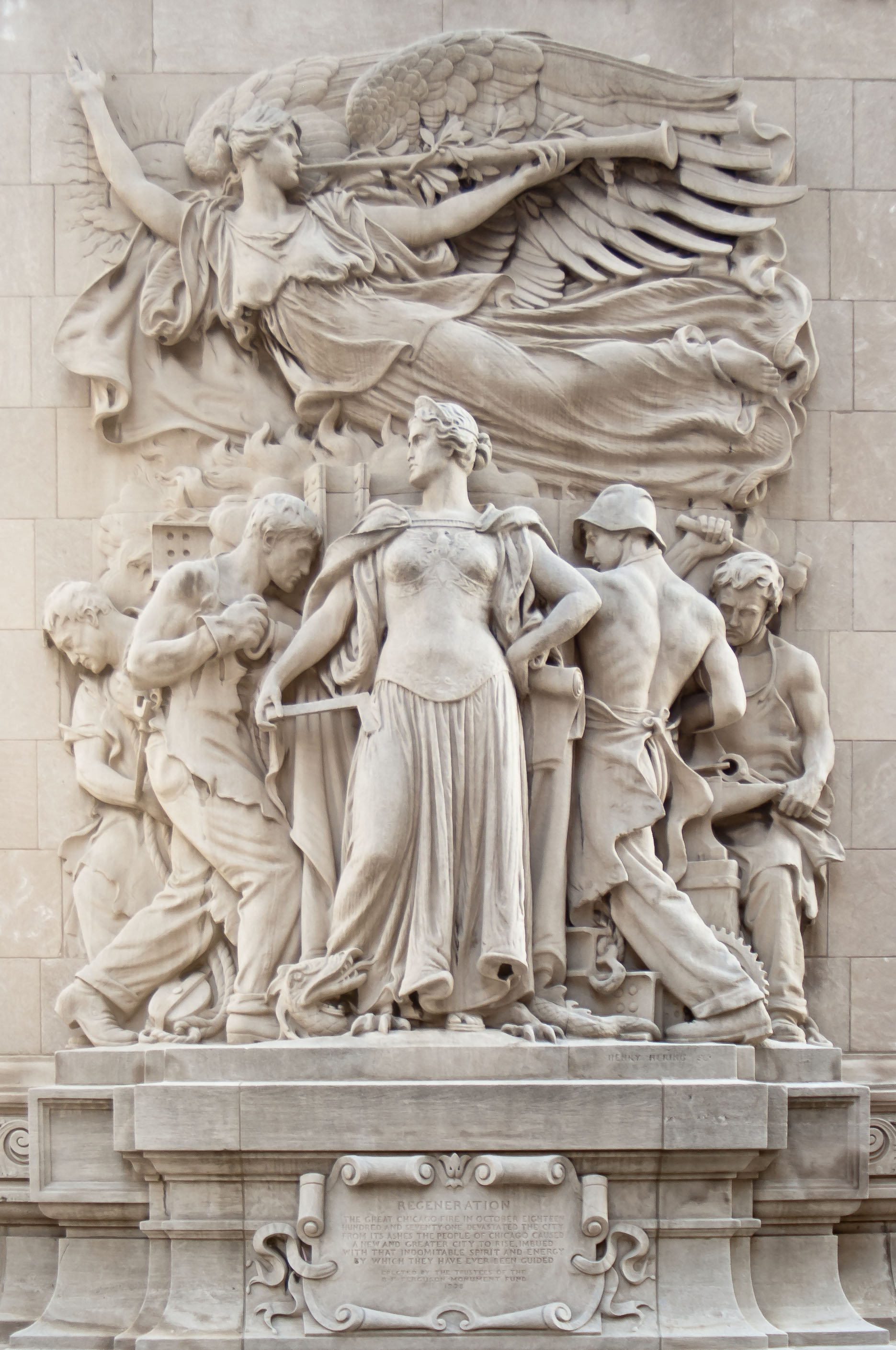
Wedergeboorte